# Средства массовой информации Волгограда
Средства массовой информации в Волгограде представлены газетами, журналами, радиостанциями, телеканалами и интернет-изданиями.

## Газеты
Первая газета в Царицыне — «Волжско-донской листокъ» вышла 2 января 1885 года. Её основатель и реальный главный редактор Жигмановский был отчислен из Петербургского университета за участие в нелегальных студенческих кружках, числился неблагонадежным, и поэтому использовал как издателя подставное лицо — отставного поручика Петрова. В 1897 году Жигмановский добился издания новой газеты уже под своим именем — «Царицынский вестник». Это газета стала самой тиражной в городе и выходила до 1917 года. После революции издание этой газеты было прекращено, новые власти начали издавать газету «Борьба», которая через череду переименований стала «Волгоградской правдой», и уже почти 100 лет является официальной газетой городской власти. Так же в городе выходят местные газеты: «Городские вести», «Вечерний Волгоград», «АиФ — Волгоград», местная вкладка в «Комсомольской правде».
- Родной город Волгоград. Семейная газета.[2]

## Журналы
- «Провинциальные ведомости». Первый общедоступный российский журнал. — Начал издаваться с сентября 1989 года.[3]

## Телевидение
Регулярное телевещание в Волгограде началось 16 марта 1958 года, после завершения строительства телецентра на Мамаевом кургане. Сразу же в магазинах города возник ажиотажный спрос на телевизоры. Шла Холодная война, телевизоры подлежали обязательному учету и обком партии знал их точное количество в 1959 году: 14021 В Сталинграде, 2086 в Волжском, 527 в прилегающих селах. На 2016 год волгоградское новостное телевещание осуществляют следующие телеканалы — региональное подразделение каналов Россия-1, Россия-24 МУП НГТРК Волгоград-ТРВ и Региональные Телеканалы: МТВ (Муниципальное Телевидение Волгограда), Филиал МУП НГТРК «Волгоград-24» и круглосуточный региональный телеканал «Волгоград-1». 
14 октября 2019 года аналоговое вещание общедоступных федеральных телеканалов в Волгограде и Волгоградской области было прекращено в связи с переходом на цифровое вещание.
Эфирно-цифровое телевещание осуществляют следующие каналы:
- 37 ТВК — Первый мультиплекс цифрового телевидения России
- 39 ТВК — Второй мультиплекс цифрового телевидения России

## Радиостанции
Сталинградское радио начало работу 5 сентября 1933 года, и работает с перерывом на 1942—1943 годы по настоящее время, сейчас является составной частью «Радио России». По состоянию на 2015 год это официальная городская новостная радиостанция. Еще 4 станции — Радио Новая Волна, «Радио Волгоград-FM» «Радио Волгоград-24» и Радио Спутник-FM, являются городскими развлекательными станциями. Так же действуют местные редакции музыкально-развлекательных радиостанций федерального уровня.
Подробнее о радиостанциях

FM, МГц
- 87.5 Радио Орфей
- 87.9 Радио Монте-Карло
- 92.6 Радио Вера
- 93.4 Радио Волгоград 24 / ГТРК Волгоград-ТРВ
- 93.8 Радио МИР
- 94.5 DFM
- 94.9 Радио 7 на семи холмах
- 95.3 Радио Маяк
- 95.7 Детское Радио
- 96.1 Love Radio
- 96.5 Радио Комсомольская Правда
- 97.2 Наше Радио
- 97.6 Радио Дача
- 98.3 Радио России / ГТРК Волгоград-ТРВ
- 98.8 Радио ENERGY
- 99.2 Радио Maximum
- 99.6 Радио Звезда
- 100.0 Радио Шансон
- 100.6 Европа Плюс
- 101.1 Радио Sputnik
- 101.5 Волгоград FM
- 102.0 Новая волна Волгоград
- 102.6 Ретро FM
- 103.1 Авторадио
- 103.6 Дорожное Радио
- 104.0 Новое Радио
- 104.5 Юмор FM
- 105.1 Радио Спутник
- 105.6 Русское Радио
- 106.0 Studio 21
- 106.4 Радио Гордость
- 106.8 Вести FM
- 107.2 Comedy Radio
- 107.9 Серебряный Дождь

## Интернет-издания
С развитием интернета значительную конкуренцию традиционным средствам массовой информации составили новостные интернет-издания города
- Газета Блокнот Волгограда
- Газета Комсомольская Правда Волгоград
- Интернет-Издание V1.RU
- Интернет-Издание Волгоградское Деловое Телевидение
- Интернет-Издание Высота 102.0
- Интернет-Издание Кривое-Зеркало
- Газета Московский Комсомолец Волгоград
- Газета Аргументы И Факты Волгоград
- Независимое Новостное Интернет-Издание Волгоградский Репортер
- Интернет-Издание Живой Волгоград
- Лента Новостей Без Формата
- Лента Новостей Волгограда